# Benbrook
Benbrook – miasto w Stanach Zjednoczonych, w stanie Teksas, w hrabstwie Tarrant.

## Demografia
Według przeprowadzonego przez United States Census Bureau spisu powszechnego w 2010 miasto liczyło 21 234 mieszkańców, co oznacza wzrost o 5,1% w porównaniu do roku 2000. Natomiast skład etniczny w mieście wyglądał następująco: Biali 86,8%, Afroamerykanie 5,3%, Azjaci 1,9%, pozostali 6,0%.